# Besnans
Besnans é uma comuna francesa na região administrativa de Borgonha-Franco-Condado, no departamento de Alto Sona. Estende-se por uma área de 2,94 km². Em 2010 a comuna tinha 79 habitantes (densidade: 26,9 hab./km²).